# Музей Сюрмонда — Людвига
Музей Сюрмонда — Людвига (нем. Suermondt-Ludwig-Museum) — художественный музей в Ахене, создан в 1883 году. Музей был назван в честь основателя Бартольда Сюрмонда. С 1901 года музей находится в особняке Villa Cassalette на Вильгельмштрассе в Ахене. Здание, первоначально построенное в качестве личного особняка ахенского предпринимателя и владельца чесальной фабрики Петера Кассалетте (нем. Peter Cassalette), было возведено в 1883-1888 годах, его спроектировал архитектор Эдуард Линзе (нем. Eduard Linse). Оно выполнено в стиле неоренессанса, основано на образцах итальянской архитектуры периода Возрождения, в частности, фасад (выполненный из песчаника) основан на таковых у венецианских палаццо.
Коллекцию музея составляют живопись и скульптуры XII—XX веков, гобелены и серебряные изделия, витражи от средневековья до двадцатого века. Также представлены 10 тысяч рисунков, акварелей и рисунков, в числе которых гравюры и рисунки Альбрехта Дюрера, Рембрандта, Франсиско Гойи, а также картины местных известных художников, таких как Вальтер Орфей, Генрих Мария Даврингхаузен, Ганс Больц.